# Potshausen
Potshausen ist ein Ortsteil der Gemeinde Ostrhauderfehn im Landkreis Leer in Ostfriesland.

## Geschichte
Der Ort Potshausen wurde erstmals am 8. Dezember 1409 als Pophteshusen in einem Schiedsspruch der Ratssendeboten der Städte Hamburg und Lüneburg in den Streitigkeiten zwischen Keno tom Brok einerseits und Hisko von Emden, Enno von Norden und Haro Idzerdes andererseits genannt.

„Item alse Hiszke claghet van schaden, de eme gheschen is van Kenen to Rawide, item to Andorpe, item to Bokemore, item to Volsneborch, item to Kollingehorst, item to Pophteshusen.“

Bekannt wurde Potshausen durch die nahe gelegene Brücke an der Leda, die die am frühesten dokumentierte Klappbrücke im Gebiet der heutigen Gemeinde Ostrhauderfehn war. Sie wurde bereits 1662 im „Hagisch verglyk over de Gravemina“ erwähnt. Die Brücke war im fiskalischen Besitz und wurde von den fürstlichen Beamten in Stickhausen verwaltet. Hier wurde früher von den passierenden Schiffen Zoll erhoben. Die Zollstation wurde durch die sogenannten Potshauser Schanze gesichert.
Am 1. Januar 1973 wurde Potshausen in die Gemeinde Ostrhauderfehn eingegliedert.

## Sehenswürdigkeiten

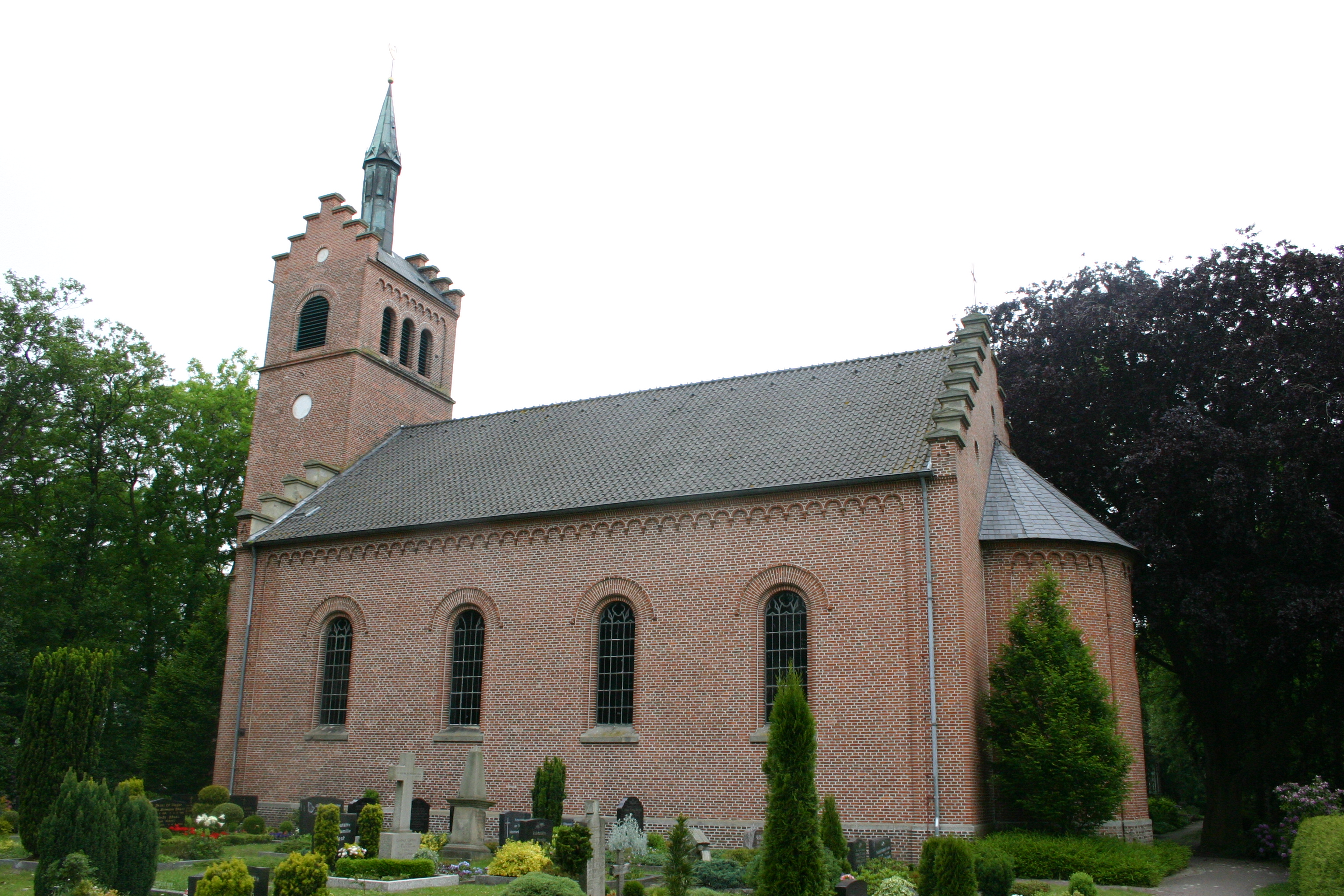
Die St.-Martin-Kirche

Die evangelisch-lutherische St.-Martin-Kirche ist eine Backsteinsaalkirche mit halbrunder Ostapsis, Rundbogenfenstern und einem zierlichen Westturm. Sie stammt aus dem Jahre 1865, die Einweihung fand am 18. März 1866 statt. Sie ist damit die älteste Kirche in Ostrhauderfehn und birgt einige Sehenswürdigkeiten wie z. B. das aus einer Vorgängerkirche stammende Altarbild von 1647 sowie ein mittelalterliches Kruzifix aus vorreformatorischer Zeit.

## Bildung
In Potshausen befindet sich das Bildungszentrum Ostfriesland–Potshausen. Die evangelische Einrichtung bietet Seminare zur beruflichen Fortbildung, Bildungsurlaub in Niedersachsen und weitere Bildungsangebote, wie die Qualifizierung Ehrenamtlicher oder den Schulabschluss auf dem Zweiten Bildungsweg. Der Schwerpunkt der Seminare liegt auf den Themen Geschichte, Kultur und Ökologie Ostfrieslands.

## Sport
Der 1961 gegründete SV Potshausen bietet hauptsächlich die Sparte Tischtennis an. Hier ist der Verein durchaus erfolgreich, mit über 200 Mitgliedern und mehr als 80 aktiven Tischtennisspielern ist der Verein das sportliche Aushängeschild des Dorfes. Die Sporthalle des Vereins steht im Ortskern neben dem Gelände des Bildungszentrums und ist im Besitz des Vereins.